# Carmen Souza

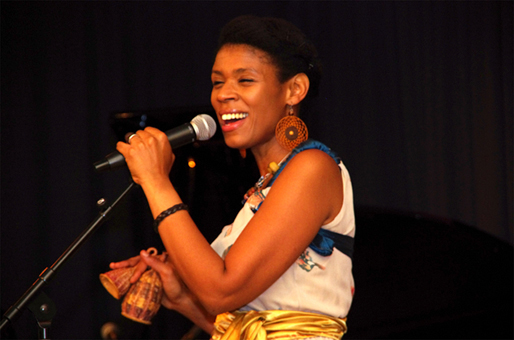
Carmen Souza 2014 Live in Einbeck

Carmen Souza (* 20. Mai 1981 in Lissabon, Portugal) ist eine Jazzsängerin und Songwriterin mit kapverdischen Wurzeln. Sie lebt in London.

## Leben
Souza wuchs bis zu ihrer Volljährigkeit in Lissabon auf. Ihr Vater fuhr zur See und war daher häufig auch für längere Zeiträume abwesend. Ihre Kindheit war deshalb oft vom Gefühl der Sehnsucht geprägt. Auf diesen Umstand führt die Musikerin die Schwermütigkeit zurück, die vielen ihrer Kompositionen anhaftet. Sie wuchs in einem von Armut geprägten Viertel der portugiesischen Haupt- und Hafenstadt auf, in dem überwiegend Menschen leben, die aus den ehemaligen portugiesischen Kolonien stammen. Dadurch kam sie auch früh in den Kontakt zu den vielen Musikstilen des ehemaligen Kolonialreiches.
Sie besucht regelmäßig die Heimat ihrer Eltern, da viele ihrer Familienangehörigen immer noch auf den Kapverden leben. Ihre Muttersprache ist daher das kapverdische Kreol, aber sie erlernte auch die portugiesische Sprache, die sie fließend spricht. Neben diesen Sprachen beherrscht die Musikerin Französisch, Englisch, Spanisch und auch ein wenig Deutsch. Erste Erfahrungen als Sängerin auf einer Bühne sammelte Souza schon als Teenager in einem Gospelchor ihrer katholischen Kirchengemeinde in Lissabon.

## Werk
Ihr Musikspektrum ist ebenso weit gefächert wie das Konglomerat der Sprachen, die in ihren Liedtexten von ihr verwendet werden. Auch als Komponistin und Texterin bedient sie sich verschiedener Genres, der überwiegende Anteil ihrer Liedtexte verfasst sie in ihrer Muttersprache. Bei Live-Auftritten baut sie auch Textpassagen in der jeweiligen Landessprache in ihre Lieder ein, in dem sie sich gerade befindet (Schnitzelkraut).
Da ihre familiären Wurzeln auf den kapverdischen Inseln liegen, ist ihre Musik auch stark von der kapverdischen Folklore (Funaná, Morna, Batuku und Mazurka) beeinflusst, die an afrikanische oder karibische Rhythmen erinnern. Aber auch die Melancholie des portugiesischen Fado, den sie in ihrer Kindheit in Lissabon kennengelernt hat, brasilianische Folklore, sowie der Blues und der Soul haben ihre Stimme maßgeblich geprägt. Als stimmliches Vorbild nennt sie die farbige Jazzvokalistin Nina Simone, sie interpretiert aber auch Lieder von Édith Piaf.
Als Souza 17 Jahre alt war, entdeckte der in Portugal sehr populäre Bassist Theo Pas'cal ihr musikalisches Multitalent und wurde ihr Produzent. Seit 2001 bilden die beiden auch auf der Bühne ein festes Team, denen sich in den Folgejahren wechselnde Musiker, zumeist in Quartetten anschlossen. Souza selber spielt verschiedene Instrumente, zu nennen sind Gitarre, Keyboard, Klavier, Fender Rhodes und eine Vielzahl von Rhythmusinstrumenten.
Gemeinsam mit Pas'cal trat sie auf vielen international hochgradig besetzten Jazzfestivals auf. Im Herbst 2014 tourte sie durch Europa und präsentierte dabei ihr neuestes Musikalbum Katchupada. Neben Souza und Pas'cal spielten bei dieser Tournee der Engländer Ben Burrell (Flügel) und der aus Mozambique stammende Elias Kacomanolis (Percussion).
Die Live-Präsentation ihrer Studiostücke erfolgt free und eröffnet den mitspielenden Musikern Platz für ausgiebige Soli, aber auch die Überleitung von ihren Songs zu bekannten Melodien ist Teil ihres Repertoires. So hatte sie bei der Zugabe beim Einbecker Konzert (2014) ihr Lied Afri Ká zum Ausklang in Miriam Makebas Welterfolg Pata Pata übergeleitet.

## Rezeption
- Ihr drittes Album Protegid kam auf die Longlist für den Preis der Deutschen Schallplattenkritik und für den Grammy Award für das beste zeitgenössische Weltmusik-Album (wurde aber nicht nominiert).[5]
- Der Radiosender WDR 3 kürte im Februar 2014 ihre CD Live at Lagny Jazz Festival zur CD der Woche;[6] es kam ebenfalls auf die Longlist zum Preis der deutschen Schallplattenkritik.[7]
- Auch ihr Album The Silver Messengers erhielt einen Platz auf der Longlist der deutschen Schallplattenkritik-Jury.[8]
- Der Online-Kulturteil der Stadt Offenburg nannte sie: Die neue Stimme der Kapverden und führt sie als ein exzellentes Beispiel für die explosive künstlerische Entwicklung, die der Jazz derzeit an den Rändern Europas erfährt an.[3]

## Preise
2013 gewann Carmen Souza bei den kapverdischen Cabo Verde Music Awards mit ihrem Kachupada Album den Titel der besten weiblichen Sängerin und auch den Preis der besten Morna-Interpretin. Sie befindet sich dadurch in direkter Nachfolgeschaft von Cesária Évora.

## Festival-Teilnahmen
- North Sea Jazz Festival
- London African Music Festival
- San Francisco Jazz Festival
- Monterey Jazz Festival
- Montreal Jazz Festival
- Leverkusener Jazztage
- Istanbul International Jazz Festival
- Lagny Jazz Festival

## Diskografie
- 2006: Ess E Nha Cabo Verde
- 2008: Verdade
- 2010: Protegid
- 2011: Carmen Souza Duo feat. Theo Pas´cal – London Acoustic Set
- 2013: Kachupada
- 2014: Live at Lagny Jazz Festival
- 2015: Carmen Souza & Theo Pas'cal – Epistola
- 2017: Creology
- 2019: The Silver Messengers